# Do zobaczenia (film)
Do zobaczenia (oryg. Phir Milenge, hindi फिर मिलेंगे, urdu پھر ملیں گے) – bollywoodzki dramat społeczny z 2004 roku w reżyserii Revathi. W rolach głównych wystąpili Salman Khan, Shilpa Shetty i Abhishek Bachchan. Zdjęcia kręcono w Bengaluru.
Tematem filmu jest obrona praw osoby zarażonej wirusem HIV. Inspiracją był hollywoodzki dramat Filadelfia (1993).

## Fabuła
Tamanna "Tamy" Sahani (Shilpa Shetty) to kobieta sukcesu - jest piękna, urocza, lubiana przez ludzi, jest także dumą firmy reklamowej, która jest źródłem jej nieustannie rosnących zysków. Szef firmy, TJ "Subbu" Subramanian, może na nią liczyć w każdej sytuacji, na co uskarża się zaniedbywana młodsza siostra Tamanny, Tanya.
Tamy dowiaduje się, że na urodziny kierującego szkołą sztuk pięknych i teatru guru, na które co roku zjeżdżają się jego byli uczniowie z całych Indii, przyjedzie z USA latami niewidziany przez nią Rohit Manchanda (Salman Khan). Podczas spotkania powracają wspomnienia ich młodzieńczej miłości i oboje decydują się (obszedłszy symbolicznie 7 razy święty ogień, obiecując sobie tym samym więź małżeńską) dopełnić jej, oddając się sobie. Rohit wraca do Ameryki, a Tamanna daremnie czeka na próbę spotkania. 6 miesięcy później Tanya ulega wypadkowi, po którym potrzebna jest jej krew do transfuzji. Tamanna, chcąc oddać krew siostrze, dowiaduje się od lekarki (w tej roli reżyserka filmu - Revatha), że została zarażona wirusem HIV. Będąc w szoku, przerażona, zwierza się ze swojego nieszczęścia szefowi firmy, w którym szuka oparcia, lecz ten zwalnia ją z pracy, zarzucając niekompetencję i brak zdyscyplinowania. Tamanna postanawia walczyć z firmą o swoje prawa do pracy, mimo choroby, na drodze sądowej. Po wielu odmowach sprawę, wbrew swoim początkowym obawom, przyjmuje Tarun Anand (Abhishek Bachchan). Wspierany doświadczeniem starszego prawnika Lala (Nasser), Anand zaczyna walkę w sądzie z oskarżoną firmą reprezentowaną przez słynną ze swoich zwycięstw adwokatką, Kalyani (Mita Vasisht).

## Obsada
- Salman Khan – Rohit Manchanda
- Abhishek Bachchan – adwokat Tarun Anand – Nagroda Zee Cine dla Najlepszego Aktora Drugoplanowego
- Shilpa Shetty – Tamanna Sahni – nominacja do Nagrody Filmfare dla Najlepszej Aktorki
- Mita Vasisht – adwokat Kalyani
- Revathi – Dr. Raisingh
- Nassar – prawnik, przyjaciel Taruna
- Kamalinee Mukherjee – Tanya

## Piosenki
- Jeene Ke Ishare
- Betaab Hai Dil
- Yaad Hai Woh Pehli Mulaqat
- Khul Ke Muskurale
- Betaab Hai Dil (Sad)
- Khushiyon Ki Koshish
- Kuch Pal
- Phir Millenge

## Nagrody
- Abhishek Bachchan – Nagroda Zee Cine dla Najlepszego Aktora Drugoplanowego
- Shilpa Shetty – nominacja do Nagrody Filmfare dla Najlepszej Aktorki
- Shilpa Shetty – nominacja do Nagrody Filmfare dla Najlepszej Aktorki
- Shilpa Shetty – nominacja do Nagrody Zee Cine dla Najlepszej Aktorki
- Shilpa Shetty – nominacja do Nagrody Screen Weekly dla Najlepszej Aktorki
- Shilpa Shetty – nominacja do Nagrody IIFA dla Najlepszej Aktorki